# Eynesbury Hardwicke
Eynesbury Hardwicke var en civil parish 1895–2010 när det uppgick Abbotsley i distriktet Huntingdonshire, i grevskapet Cambridgeshire i England. Civil parish hade 1 124 invånare år 2001.